# 王虹 (歌手)
王虹（1960年—），中国八十年代红极一时的实力歌手。演唱激情感性，音域宽广，舞台表现独具个性，擅长演唱多种风格的歌曲。王虹退出歌坛多年，其演唱的《血染的风采》至今为人称道。

## 简历
- 1980年，考入广州军区战士歌舞团，担任独唱演员。
- 1983年，进入深圳西丽湖度假村，以艺名“咪咪”成为中国最早的音乐茶座歌手之一。
- 1985年，出版个人专辑《你照亮我的心》和《别为我送行－中国咪咪》。
- 1985年，被武汉评为“神州歌坛十二星”之一，参加同名演唱会。
- 1986年，参加全国首届百名歌星《让世界充满爱》的录制与演唱会，担任主要领唱。
- 1986年，以歌曲《别为我送行》获第二届全国青年歌手大奖赛专业组通俗唱法第三名。
- 1986年，出版个人专辑《中国虹虹》，主打歌曲《血染的风采》。
- 1987年，在中央电视台春节联欢晚会上，与在对越战争中失去一条腿的战斗英雄徐良合唱《血染的风采》，风靡全国。
- 1987年，与徐良等合作录制专辑《卫国军魂》，主打歌曲《热血颂》。
- 1987年，《卫国军魂》与《中国虹虹》获上海电视台举办的首届全国金盒带大奖赛唯二的金奖。
- 1987年，参加全国第二屆百名歌星演唱会《世界属于你》，担任主要领唱。
- 1987年，拍摄北京电影制片厂故事片《翡翠麻将》，饰演宋媛，并演唱影片主题曲和插曲。
- 1988年，出版由台湾作曲家刘家昌创作的个人专辑《今又龙年》，向大陆、香港、台湾三地发行。 主打歌曲《今又龙年》由大陆与台湾八位歌手共同演唱。
- 1988年，《翡翠麻将》获《大众电影》百花奖最佳女配角提名，在评选结果中名列第三。
- 1988年，当选《人民日报》举办的全国88十大金星，《血染的风采》获新时期十年金曲。
- 1989年，被评为上海电台举办的当代中国十大歌星之一。
- 1990年，《血染的风采》获香港電台第十二届十大中文金曲优秀国语歌曲奖。同年移居香港。
- 1990年，出版由达明一派监制的个人专辑《风采依然》。
- 1990年，参加无线电视“星光熠熠耀保良”籌款晚會。
- 1991年，参加香港演艺界为华东水灾赈灾的“忘我大会演”。
- 1991年，出版由首张个人粤语专辑《预言》。

## 出版作品
个人专辑：《你照亮我的心》、《别为我送行－中国咪咪》、《中国虹虹》、《今又龙年》、《血染的风采 新曲＋精选》、《风采依然》、《预言》
合辑：《南国双星》、《卫国军魂》、《无名高地－中国红歌星》一、二、三、《王虹＊崔健》

## 代表歌曲
- 《别为我送行》
- 《血染的风采》
- 《热血颂》
- 《错》
- 《命运》
- 《一曲难忘》

## 视频
- 血染的风采（87春晚） （页面存档备份，存于）
- 血染的风采（十大中文金曲） （页面存档备份，存于）
- 让世界充满爱（一）
- 让世界充满爱（二、三） （页面存档备份，存于）